# Joachim Ragnitz
Joachim Ragnitz (* 1960 in Nordhorn/Niedersachsen) ist Wirtschaftswissenschaftler mit dem Schwerpunkt Politikberatung für Ostdeutschland.

## Leben und Werk
Er studierte Volkswirtschaftslehre an der Universität zu Köln und arbeitete zunächst dort als wissenschaftlicher Mitarbeiter am Lehrstuhl für Wirtschaftspolitik (1986–1989) und promovierte mit einer Arbeit zu internationalen Kapitalströmen. 1989 wechselte er in den wissenschaftlichen Mitarbeiterstab des Sachverständigenrates zur Begutachtung der gesamtwirtschaftlichen Entwicklung nach Wiesbaden. Von 1994 bis 2007 war er als Abteilungsleiter am Institut für Wirtschaftsforschung Halle tätig. Seit 2007 ist Joachim Ragnitz stellvertretender Geschäftsführer der Niederlassung Dresden des ifo-Instituts für Wirtschaftsforschung und Lehrbeauftragter an der TU Dresden, wo er 2011 zum Honorarprofessor ernannt wurde. Er ist Mitglied in verschiedenen Beratungskommissionen auf Bundes- und Landesebene. Sein Hauptarbeitsgebiet ist die wirtschaftliche Entwicklung in Ostdeutschland. Weiterhin beschäftigt er sich wissenschaftlich mit Fragen des Fiskalföderalismus und der wirtschaftlichen Implikationen des demographischen Wandels. Im FAZ-Ökonomenranking 2019 belegte er Platz 34.